# نورپور تهل
نورپور تهل (به انگلیسی: Noorpur) یک شهر در پاکستان است که در ناحیه خوشاب واقع شده‌است.